# Distretto di Mecúfi
Il distretto di Mecúfi è un distretto del Mozambico di 43.573 abitanti, che ha come capoluogo Mecúfi.

## Geografia antropica

### Suddivisioni amministrative
Il distretto è suddiviso in due sottodistretti amministrativi (posti amministrativi), con le seguenti località:
- Sottodistretto di Mecúfi:
  - Sambane
- Sottodistretto di Murrebue:
  - Naueia